# Герзау
Герзау (нім. Gersau) — громада  в Швейцарії в кантоні Швіц, округ Герзау.

## Географія
Громада розташована на відстані близько 85 км на схід від Берна, 11 км на захід від Швіца.
Герзау має площу 14,4 км², з яких на 6,6% дозволяється будівництво (житлове та будівництво доріг), 39,7% використовуються в сільськогосподарських цілях, 51,7% зайнято лісами, 1,9% не є продуктивними (річки, льодовики або гори).

## Демографія
2019 року в громаді мешкало 2326 осіб (+11,1% порівняно з 2010 роком), іноземців було 24,7%. Густота населення становила 162 осіб/км².
За віковим діапазоном населення розподілялося таким чином: 15,6% — особи молодші 20 років, 61,6% — особи у віці 20—64 років, 22,9% — особи у віці 65 років та старші. Було 1099 помешкань (у середньому 2,1 особи в помешканні).
Із загальної кількості 658 працюючих 107 було зайнятих в первинному секторі, 100 — в обробній промисловості, 451 — в галузі послуг.